# OpenAI
Open AI je ameriški raziskovalni laboratorij. V osnovi je to neprofitna organizacija (Open AI Incorporated), a ima tudi svojo profitno podružnico (OpenAI Limited Partnership). Njihov moto je »prijazna umetna inteligenca za vse človeštvo«. Ustanovljeni so bili leta 2015 v San Franciscu. Med ustanovitelji so bili Elon Musk, Sam Altman, Peter Thiel in drugi.

### Dosežki
- ChatGPT
- DALL-E